# 达帮乡
达帮乡，是中华人民共和国贵州省安顺市紫云苗族布依族自治县一个已撤销的乡级行政区，2016年1月14日，贵州省人民政府批复同意紫云自治县部分乡镇行政区划调整，撤销达帮乡，将其所辖行政区域划归火花镇。